# Fidel Uriarte
Fidel Uriarte Macho (1. marts 1945 - 19. december 2016) var en spansk fodboldspiller (angriber) og -træner.
Uriarte spillede hele 12 år for Athletic Bilbao, og vandt pokalturneringen Copa del Rey med klubben to gange. I 1968 blev han topscorer i La Liga. Han repræsenterede desuden det spanske landshold ni gange og scorede ét mål.

## Titler
Copa del Generalísimo
- 1969 og 1973 med Athletic Bilbao